# Wolfslöcher
Das Naturschutzgebiet Wolfslöcher liegt im Landkreis Südwestpfalz in Rheinland-Pfalz.

## Lage
Das etwa 90 ha große Gebiet, das im Jahr 1983 unter Naturschutz gestellt wurde, erstreckt sich südwestlich der Ortsgemeinde Lemberg direkt an der am südlichen Rand vorbeiführenden Landesstraße 485. Unweit östlich fließt der Salzbach. Im Naturschutzgebiet selbst befinden sich das Ransbächel, das Kleine Ransbächel und die Westflanke des Kleinen Stephansbergs.

## Zweck
Schutzzweck ist die Erhaltung und Entwicklung der naturnahen bis natürlichen, hochspezialisierten Tier- und Pflanzengemeinschaften in den „Wolfslöchern“, insbesondere die Erhaltung der Moorvegetation in der Talaue mit ihrer typischen Tierwelt, die Erhaltung und Erweiterung der Erlenbruchvegetation, die Erhaltung und Sicherung der Quellnischen und Felsstrukturen der Karlstalschichten mit den das Gebiet umgebenden Waldflächen sowie die Erhaltung kleinflächiger Biotopaspekte hochspezialisierter Tierarten aus vor allem wissenschaftlichen Gründen und wegen der extremen Seltenheit und Gefährdung der Lebensgemeinschaften und Lebensstätten.